# Eisenbahnaufsichtsorgan
Ein Eisenbahnaufsichtsorgan ist in Österreich mit Sicherheitsaufgaben betrauter Bediensteter eines Eisenbahnunternehmens. Gemäß § 30 Eisenbahngesetz 1957 (EisbG) ist jedes Eisenbahnunternehmen, das eine öffentliche Eisenbahn betreibt oder bedient, zur Bestellung behördlich vereidigter Eisenbahnaufsichtsorgane verpflichtet.

## Bestellungsverfahren
Eisenbahnaufsichtsorgane sind im Bereich aller öffentlichen Eisenbahnen (Haupt-, Neben- und Straßenbahnen einschließlich Oberleitungsomnibusbetriebe) verpflichtet. Keine Verpflichtung für die Bestellung von Eisenbahnaufsichtsorganen besteht im Bereich der nichtöffentlichen Eisenbahnen (Anschluss- und Materialbahnen). Zur Bestellung von Eisenbahnaufsichtsorganen sind sowohl die Betreiber der Infrastruktur, wie auch die Verkehrsunternehmen verpflichtet. Für den Vollbahnbereich (Hauptbahnen und vernetzte Nebenbahnen) regelt § 39 der Eisenbahneignungs- und Prüfungsverordnung (EisbEPV) die Ausbildung. Die Absolvierung der Ausbildung als Eisenbahnaufsichtsorgan ist gemäß § 40 EisbEPV erforderlich, um als Eisenbahnbetriebsleiter eingesetzt werden zu können.
Die Eisenbahnaufsichtsorgane sind Arbeitnehmer des Eisenbahnunternehmens und werden von diesem ausgewählt. Zur Übernahme ihrer Funktion müssen sie vereidigt werden. Diese Vereidigung erfolgt durch die Eisenbahnbehörde oder durch das von ihr ermächtigte Organ des Eisenbahnunternehmens (etwa durch den Eisenbahnbetriebsleiter). Durch die Vereidigung gelten sie als Organ der öffentlichen Aufsicht. Ihnen ist ein Ausweis auszustellen, aus dem sich ihre Befugnisse ergeben.

## Zuständigkeiten und Befugnisse der Eisenbahnaufsichtsorgane
Die Eisenbahnaufischtsorgane haben folgende Zuständigkeiten:
- Überwachung des Verhaltens von Personen gegenüber Eisenbahnanlagen und in Schienenfahrzeugen;
- Überwachung der Ordnung auf den Bahnhofsvorplätzen, sofern nicht die sonst zuständigen Organe zur Stelle sind;
- Eisenbahnaufsichtsorgane der Eisenbahninfrastrukturunternehmen zusätzlich: Überwachung des Verhaltens der Bediensteten der Eisenbahnverkehrsunternehmen.

Die Eisenbahnaufsichtsorgane sind befugt, den Bahnbenutzern dienstliche Anordnungen zu erteilen, soweit dies der Sicherheit und Ordnung des Eisenbahnbetriebs dienen (§ 47 EisbG). Sie dürfen als ultima ratio Personen, die bestimmte Verwaltungsübertretungen gemäß dem Eisenbahngesetz begangen haben (etwa Störung der Sicherheit und Ordnung des Eisenbahnbetriebs, unbefugtes Betreten der Eisenbahnanlagen, Beschädigung oder Verschmutzung von Eisenbahnanlagen oder Schienenfahrzeugen, unbefugtes Geben von Signalen), zur Identitätsfeststellung oder zur Verhinderung weiterer gleichartiger Übertretungen festnehmen, wenn kein Polizist und auch kein anderes Organ des öffentlichen Sicherheitsdienstes anwesend ist.
Die Eisenbahnaufsichtsorgane werden bei Ausübung ihrer Befugnisse hoheitlich tätig. Gegen ihre Handlungen ist eine Beschwerde an das Verwaltungsgericht zulässig, die gegen die Eisenbahnbehörde zu richten ist. Nicht zu den Zuständigkeiten der Eisenbahnaufsichtsorganen gehört die Kontrolle der Fahrausweise, weil es für die Frage der Sicherheit des Eisenbahnbetriebs unbedeutend ist, ob ein Fahrgast einen Fahrausweis hat. Werden sie für die Kontrolle der Fahrausweise herangezogen, kommen ihnen demgemäß die Befugnisse eines Eisenbahnaufsichtsorgans nicht zu.

## Verpflichtung zum Einsatz von Eisenbahnaufsichtsorganen
Das Eisenbahngesetz schreibt zwar vor, dass jedes Eisenbahnunternehmen Eisenbahnaufsichtsorgane einzusetzen hat, lässt deren Zahl jedoch offen. § 129 Eisenbahnbau- und Betriebsverordnung (EisbBBV) bestimmt allgemein, dass Betriebsbedienstete (und damit auch Eisenbahnaufsichtsorgane) in der für einen sicheren und ordnungsgemäßen Betrieb erforderlichen Anzahl einzusetzen sind. Ein Erlass des Verkehrsministeriums gibt dazu Interpretationshilfen, so müssen Eisenbahnunternehmen prüfen, wie schnell nach einer Alarmierung ein Eisenbahnaufsichtsorgan anwesend sein kann. Das Bundesministerium geht im Erlass davon aus, dass in jedem personenbefördernden Zug – mit Ausnahme der Straßenbahnen und der U-Bahnen – zumindest ein Eisenbahnaufsichtsorgan mitfahren muss. Dies wird typischerweise der Zugführer sein. Das Bundesministerium geht davon aus, dass insbesondere bei zugbegleiterlosen Zügen der Triebfahrzeugführer zugleich auch das Eisenbahnaufsichtsorgan sein kann.
Bei der ÖBB-Infrastruktur sind auch Einsatzleiter sowie die Führungskräfte der beiden untereren Führungsebenen Eisenbahnaufsichtsorgane. Bis in die Mitte der 1990er Jahre waren Fahrdienstleiter typischerweise zugleich auch Eisenbahnaufsichtsorgane. Bei den Wiener Linien sind die in den U-Bahn-Stationen eingesetzten Sicherheitsdienstmitarbeiter Eisenbahnaufsichtsorgane.